# Храм Святого Петра (Прага)
Храм Святого Петра (чеш. Kostel svatého Petra na Poříčí) — римско-католический храм в Праге, расположенный в историческом районе Нове-Место (Прага) на Бискупской улице  .

## История

### Романская базилика
Храм был возведён во второй половине XII века во время правления короля Вратислава I в виде романской базилики и стал приходским костёлом немецкой общины тогдашнего селения Поржичи  . Отсюда произошло название «Костёл Святого Петра на Поржичах»  .
Западный фасад романской базилики состоял из двух сохранившихся до нашего времени башен, между которыми располагалась трибуна. Первоначальный романский портал, также как и малые окна 4-го и 5-го этажей башни, был построен только в XV веке. Центральный неф не имел свода, он исходил из трибуны и заканчивался почти квадратным хором, состоящим из пресвитерия и полукруглой апсиды. Пространство боковых нефов открывалось тремя аркадами, которые располагались на призматических столбах, вырастающих из широких пьедесталов. Два южных столба сохранились до наших дней. Толщина стен базилики достигала толщины одного метра. Стены внутри были покрыты живописью. Стройка была закончена во второй половине XII века. После наводнений 1280 года около храма было образовано кладбище на регулярной основе.

### Готическаяперестройка

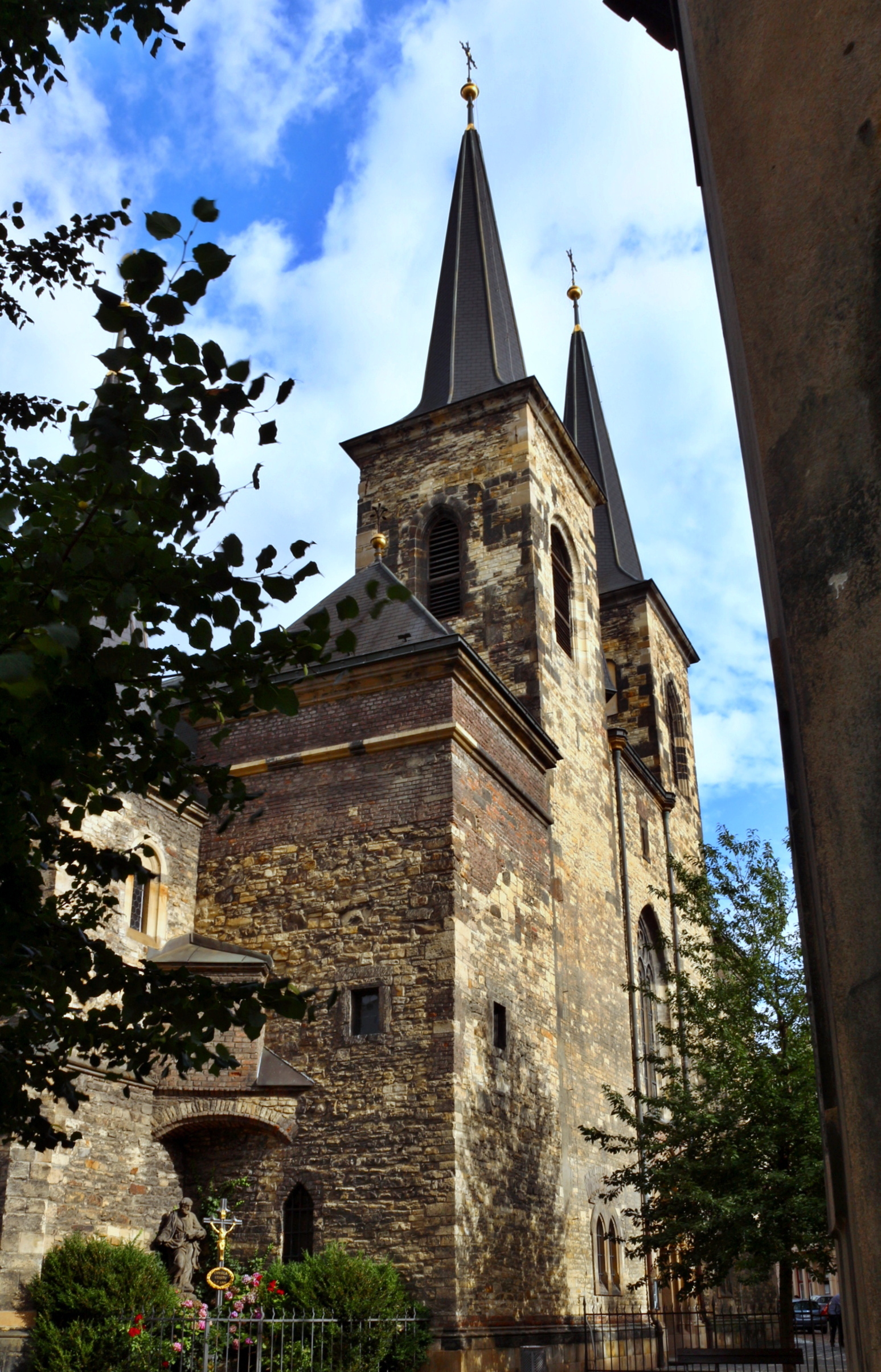
Храм Святого Петра

В 1382 была объявлена готическая перестройка и расширение базилики. Северный романский неф был разрушен. На его месте началась стройка готического двойного нефа. Также была необходимость перестройки старого романского пресвитерия, который увеличили в два раза и придали пятистороннюю форму. Перестройка закончилась в 1411 году.

### Гуситы
В 1414 году приходской священник Микулаш ввел новый способ богослужений в храм. Но в 1419 году после драки на престольный праздник гуситы выгнали из храма крестоносцев. Строение храма не было уничтожено.  
Во второй половине XV века производилась следующая перестройка храма. Зодчие снесли южный романский неф, сохранились до наших дней только два столба. На этом месте начали возводить в два раза увеличенный готический неф. Также подверглись готическому влиянию две башни, у которых были заменены маленькие романские окна на большие готические. Также был перестроен западный портал и воздвигнут новый южный. Между северной романской башней и северным нефом построили часовню. Крыши были перекрыты шифером. Таким образом, храм обрел новую форму. Перестройка закончилась в 1500 году. В 1598 к храму была пристроена готическая колокольня.

### Тридцатилетняя войнаи другие катастрофы
После битвы на Белой горе с храма выгнали последнего не католического князя. В 1653 году в храме произошел пожар. По приказу городского совета происходила реставрация. Но уже в 1680 году ужасный пожар обрушился на строение и окружение. Сгорела крыша главного нефа и башен, часовня, костница, колокольня, в которой расплавились три колокола. Городской совет не имел денег на реставрацию. Поэтому в 1686 году храм был передан Ордену рыцарей креста с красной звездой, представители которого взялись за восстановление после пожара. При ремонте крыша колокольни обрела характерную барочную крышу. 
В 1700 году в интерьер храма были установлены новые лавочки, которые сохранились до наших дней. Позже были исправлены потрескавшиеся своды. В 1757 году храм повредили войска Пруссии. В здании происходила реставрация под влиянием барокко.

### Реготизация и рероманизация
В 1874-1879 годах по указу городского совета храм был полностью перестроен и исправлен под руководством Йосефа Моцкера, который полностью реготизировал и рероманизировал. С самого начала была удалена бароккная штукатурка и храм был очищен до камней. Появился новый пьедестал и новые неоготические порталы на южной, северной, западной сторонах. Новый главный портал был украшен неоготическим тимпаном. Была увеличена высота южного и северного нефа, сакристии и северо-западной часовни. Большие изменения были направлены на окна.  Некоторые окна были застроены. Перестройка была закончена в 1885.

### XX век
При реставрации храма в 1913-1914 годах началось доскональное археологическое и историческое исследование. Были найдены основные фундаменты романской базилики, готические и романские элементы. Во время следующих реставраций были использованы неоготические и неороманские элементы. Последняя реставрация была проведена после наводнения 2002 года.

## Архитектура

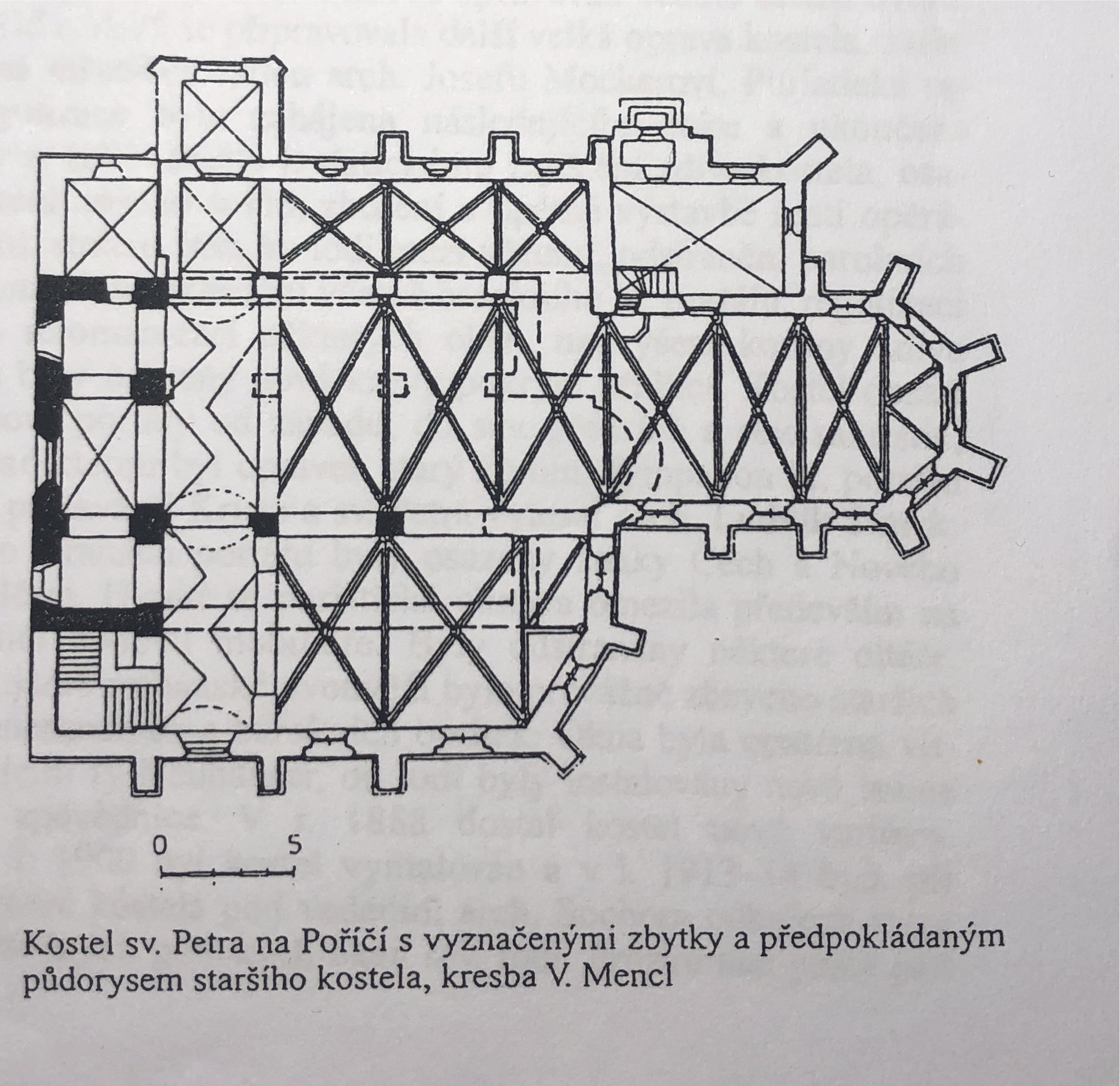
Храм Святого Петра с означенными остатками а возможными планами прежнего храма. Рисунок Ф. Менцл

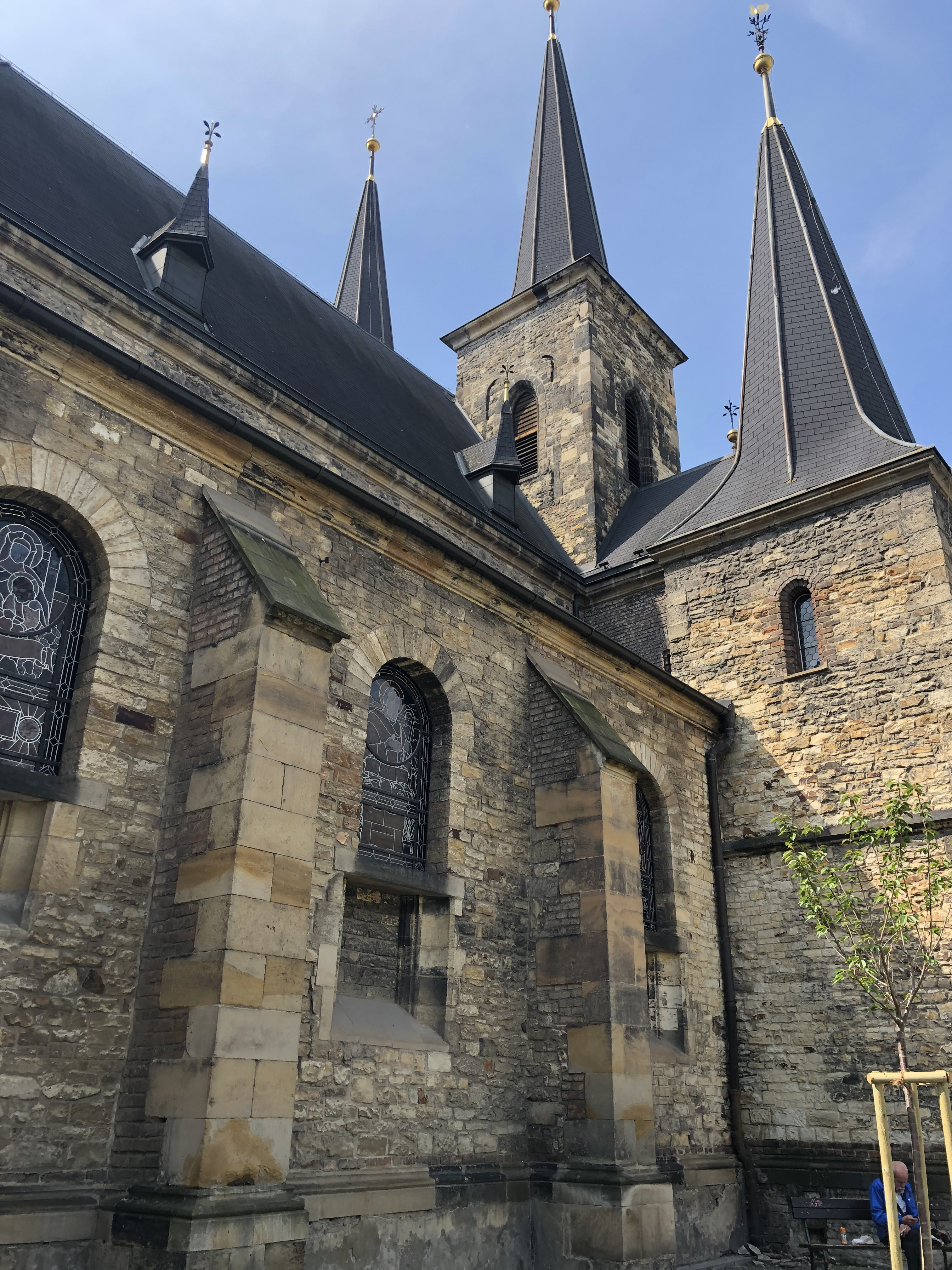

### Строение
Храм относится к сохранившимся в Чехии постройкам, архитектурный тип которых является переходным от романского к готическому, о чём свидетельствует, в частности, сочетание романских галерей и полукруглых апсид боковых нефов с готической каркасной конструкцией сводов. Здание храма представляет собой трёхнефную базилику с двумя башнями. Храм усажен на псевдоготический каменный сокол с профилированным карнизом. Толщина стен достигает одного метра. Кладка состоит из опоковых блоков, аккуратно уложенных на известковый раствор. Пол храма выстелен мрамором. Единственный элемент, который можно отнести к первичной романской базилике, - фасад с двумя башнями.

### Внутренняя обстановка
Пресвитерий освещен сквозь семь готических стрельчатых окон. Витражи окон принадлежат позднeй готике. Некоторые витражи заменены на псевдоготические новообразования. В храме часть окон в данный момент застроены. Главный неф освещен напрямую только с севера. Свет внутрь данной части храма проходит сквозь псевдороманские полукруглые окна. Шпалеты окон отштукатурены и оснащены фигуральными живописями. 
Конструкция потолка нефа и пресвитерия состоит из подобных крестовых реберных кирпичных сводов (1483-97г). Хрупкие каменные ребра в сечении представляют форму груши. В южном нефе конструкцию свода держит кронштейн с полуфигурками ангелов. Ключ свода не имеет рельефное убранство. Конструкция свода главного нефа и пресвитерия усажена на умеренные не украшенные полигональные кронштейны.
Пресвитерий закончен полукружной апсидой, где находится классическая ризница.

### Порталы
На тимпане главного портала можно найти статуи Христа и Святого Петра, которые высек скульптор Людвиг Шимек. По бокам портала находятся гербы Чехии и Нового города. 